# Karen Lachmann
Karen Vilhelmine Lachmann (ur. 30 maja 1916 w Pekinie, zm. 30 września 1962 w Gentofte) – duńska florecistka, dwukrotna medalistka igrzysk olimpijskich i wielokrotna medalistka mistrzostw świata.

## Życiorys
Urodziła się w rodzinie żydowskiej. Była zawodniczką kopenhaskich klubów FK Cirklen (1931-1936) i Trekanten (od 1937). 
Na igrzyskach olimpijskich w Berlinie w 1936 roku zajęła indywidualnie piąte miejsce. Po zakończeniu II wojny światowej wystąpiła na igrzyskach olimpijskich w Londynie w 1948 roku, zdobywając srebrny medal w turnieju indywidualnym. W rundzie finałowej wygrała pięć z siedmiu pojedynków i uplasowała się za Węgierką Iloną Elek a przed Austriaczką Ellen Preis. Na rozgrywanych cztery lata później igrzyskach olimpijskich w Helsinkach zdobyła tym razem brązowy medal. W rundzie finałowej wygrała cztery z siedmiu pojedynków i uplasowała się za Włoszką Irene Camber-Corno i Iloną Elek. Brała też udział w igrzyskach olimpijskich w Melbourne w 1956 roku, gdzie była szósta. 
Podczas mistrzostw świata w Paryżu w 1937 roku wspólnie z Ullą Barding, Kate Mahaut, Grete Olsen, Ayą Pedersen i Mitzi With zdobyła brązowy medal w zawodach drużynowych. W tej samej konkurencji zdobywała następnie złote medale na mistrzostwach świata w Lizbonie (1947) i mistrzostwach świata w Hadze (1948). Ponadto wywalczyła trzy medale w turniejach indywidualnych: złoty na mistrzostwach świata w Luksemburgu (1954) oraz srebrne na mistrzostwach świata w Kairze (1949, za Ellen Preis) i mistrzostwach świata w Sztokholmie (1951, za Iloną Elek).
W latach 1951–1957 i 1959 była indywidualną mistrzynią Danii. Przez 25 lat była członkiem zarządu klubu Trekanten, w latach 1955–1962 prezesem klubu, w 1962 została członkiem Duńskiej Federacji Sportu. Pracowała zawodowo w administracji Instytutu Farmacji Uniwersytetu Kopenhaskiego.